# Inheemse Amerikanen in de Verenigde Staten

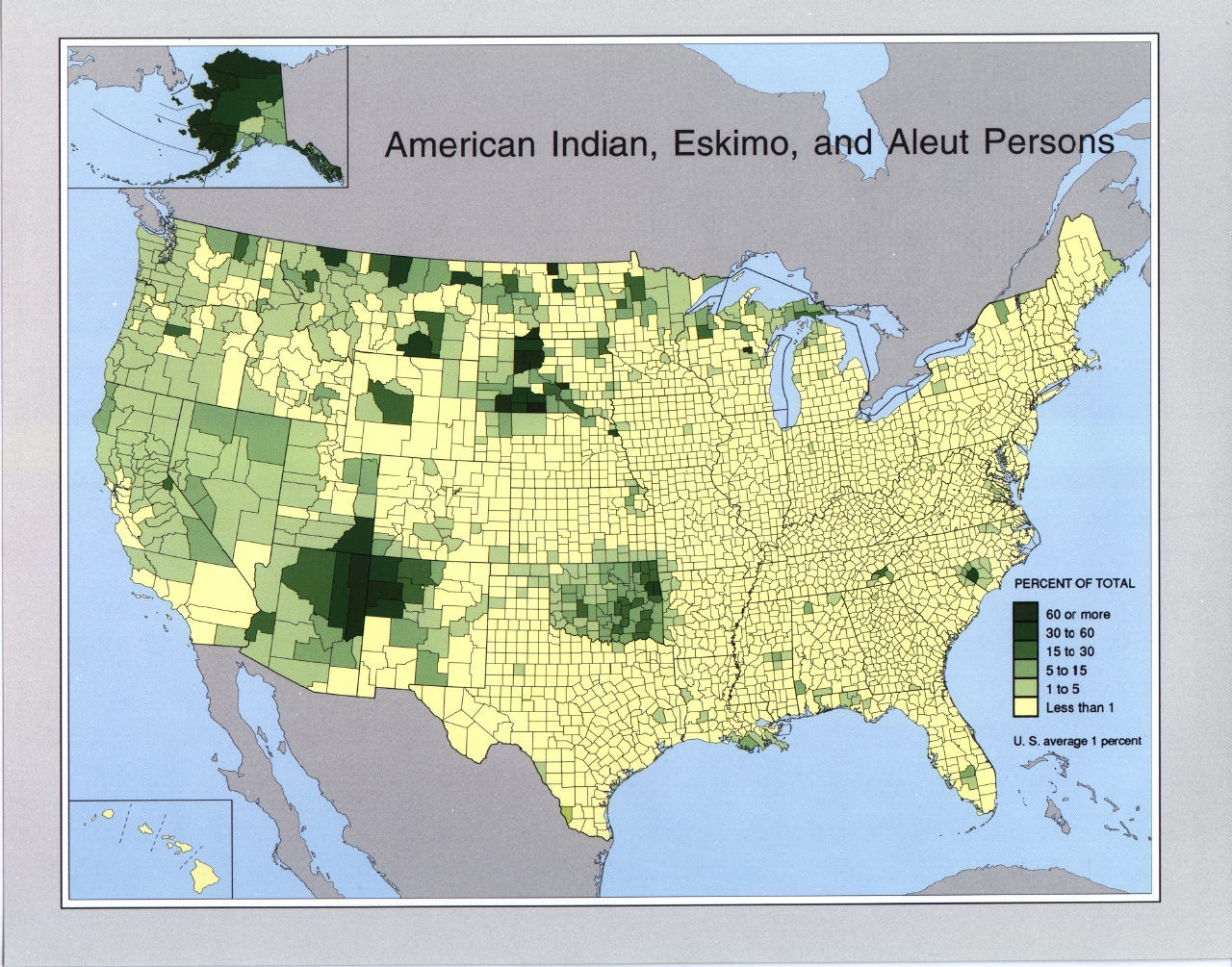
Kaart van de belangrijkste Inheems-Amerikaanse concentraties in de Verenigde Staten in 1990 (inclusief Inuit en Aleoeten in vnl. Alaska).

Inheemse Amerikanen in de Verenigde Staten (Engels: Native Americans in the United States), ook bekend als Amerikaanse Indianen, zijn de oorspronkelijke bevolking van de Verenigde Staten. Er leven 574 federaal erkende inheemse stammen in de VS, waarvan ongeveer de helft wordt geassocieerd met indianenreservaten. De term "American Indian" sluit inheemse Hawaïanen en sommige inheemse Alaskanen uit, terwijl de term "Native Americans" zowel de Amerikaanse Indianen als de inheemse volken uit Alaska omvat. De inheemse volken uit Hawaï, Samoa of Guam worden door de US Census Bureau niet opgenomen in deze groep.

## Demografie
De voorouders van Inheemse Amerikanen kwamen ten minste 15.000 jaar geleden, mogelijk veel eerder, vanuit Azië via Beringië aan in wat nu de Verenigde Staten is. Vervolgens ontwikkelde zich een grote verscheidenheid aan volkeren, samenlevingen en culturen. De Europese kolonisatie van Amerika, die in 1492 begon, resulteerde in een sterke daling van de Inheems-Amerikaanse bevolking door geïntroduceerde ziektes, oorlogsvoering, etnische zuivering en slavernij. Na de oprichting van de Verenigde Staten, bleven de kolonisten oorlog voeren en bloedbaden aanrichten ten koste van Inheems-Amerikaanse volkeren. Ze werden verwijderd van hun voorouderlijk land en onderworpen aan eenzijdige verdragen en een discriminerend overheidsbeleid. Tot in de 20e eeuw was er sprake van gedwongen assimilatie. Sinds de jaren 1960 heeft het werk van Inheems-Amerikaanse zelfbeschikkingsbewegingen geleid tot veranderingen in het leven van Inheemse Amerikanen, hoewel er nog steeds veel problemen zijn waarmee ze worden geconfronteerd. In 2010 waren er meer dan vijf miljoen Inheemse Amerikanen in de Verenigde Staten, waarvan 78% buiten de reservaten leeft.

## Naties
Toen de Verenigde Staten werden opgericht, werden gevestigde Inheems-Amerikaanse stammen over het algemeen als semi-onafhankelijke naties beschouwd, omdat ze meestal in gemeenschappen woonden die gescheiden waren van blanke kolonisten. De federale regering ondertekende verdragen op het niveau van regering tot regering totdat de Indian Appropriations Act van 1871 een einde maakte aan de erkenning van onafhankelijke inheemse naties en ze begon te behandelen als "binnenlandse afhankelijke naties", onderworpen aan de federale wetgeving. Deze wet behield de rechten en privileges die in het kader van de verdragen waren overeengekomen, waaronder een grote mate van tribale soevereiniteit. Om deze reden zijn veel (maar niet alle) reservaten van inheemse Amerikanen nog steeds onafhankelijk van de staatswet en is het optreden van inheemse burgers op deze reservaten alleen onderworpen aan tribale rechtbanken en federale wetgeving.

## Stemrecht
De Indian Citizenship Act van 1924 verleende het staatsburgerschap van de Verenigde Staten aan alle in de VS geboren inheemse Amerikanen die het nog niet hadden verkregen. Hierdoor werd de categorie "Indianen niet belast" opgericht door de grondwet van de VS, die ervoor zorgde dat inheemsen konden stemmen bij nationale en federale verkiezingen, en werd de bescherming van het veertiende amendement uitgebreid tot mensen die "onder de jurisdictie" van de Verenigde Staten vallen. Sommige staten bleven echter gedurende tientallen jaren het stemrecht van inheemse Amerikanen weigeren. Bescherming van de Bill of Rights is niet van toepassing op tribale regeringen, behalve die welke zijn opgelegd door de Indian Civil Rights Act van 1968.